# Lohrville (Wisconsin)
Lohrville es una villa del condado de Waushara, Wisconsin, Estados Unidos. Tiene una población estimada, a mediados de 2023, de 438 habitantes.

## Geografía
Está ubicada en las coordenadas 44°2′17″N 89°7′16″O / 44.03806, -89.12111. Según la Oficina del Censo, tiene una superficie total de 3.17 km², de los cuales 3.14 km² corresponden a tierra firme y 0.03 km² están cubiertos de agua.

## Demografía
Según el censo de 2020, en ese momento había 434 personas residiendo en la zona. La densidad de población era de 138.22 hab./km². El 89.9% de los habitantes eran blancos, el 0.2% era afroamericano, el 2.1% eran amerindios, el 0.2% era isleño del Pacífico, el 0.7% eran de otras razas y el 6.9% eran de una mezcla de razas. Del total de la población, el 5.8% eran hispanos o latinos de cualquier raza.